# Organisationen för Världsarvsstäder
Organisationen för världsarvsstäder (engelska: The Organization of World Heritage Cities (OWHC)) grundades den 8 september 1993 i Fez, Marocko. Dess medlemmar är 227 städer som har världsarv i eller alldeles i anslutning till respektive stad.
Organisationens huvudkontor ligger i Québec, Kanada.